# Microlera ptinoides
Microlera ptinoides är en skalbaggsart som beskrevs av Bates 1873. Microlera ptinoides ingår i släktet Microlera och familjen långhorningar. Inga underarter finns listade i Catalogue of Life.